# Esbjerg Motorsport Auto
 Ikke at forveksle med Esbjerg Motorsport.
Esbjerg Motorsport Auto (EMSA) er en motorsportsklub, der startede i 1929. I dag (2024) fokuseres der på offroad-sporten fx folkerace og rallycross.
Klubben blev stiftet som Esbjerg Motor Sport, men ændrede i 1963 i forbindelse med optagelsen i DAU navn til EMS-EMSA (Esbjerg Motor Sport - Esbjerg Motor Sport Auto) og klubbens officielle navn er i dag Esbjerg Motorsport Auto.

## Eksterne links
- emsa.dk/ - Esbjerg Motorsport Autos hjemmeside
- www.old.esbjergmotorsport.com/about/historie/ Esbjerg Motorsport/Esbjerg Motorsport Autos historiske hjemmeside